# Time Demon
 (février 2017).
Si vous disposez d'ouvrages ou d'articles de référence ou si vous connaissez des sites web de qualité traitant du thème abordé ici, merci de compléter l'article en donnant les références utiles à sa vérifiabilité et en les liant à la section « Notes et références ».
Série
Time Demon 2
(2002)
Pour plus de détails, voir Fiche technique et Distribution.
Time Demon, également intitulé Time Demon - Les Prêtresses de l'enfer, est un film français réalisé par Richard J. Thomson, coproduit par le magazine Mad Movies et sorti en 1996. Réalisé avec un budget de 50 000 FRF (11 659 EUR2023), son casting insolite comprend de nombreux journalistes spécialisés (Jean-Pierre Putters et Damien Granger de Mad Movies, Christophe Lemaire de Starfix...). Sa diffusion sur la chaîne MCM a provoqué une polémique avec la Haute Autorité (ex-CSA).

## Synopsis
Un petit acteur mégalomane, Jack Gomez, est poursuivi par des nazis utilisant une machine à remonter le temps car Jack est le descendant d'un conquistador, possesseur d'un talisman magique. 

## Distribution
- Laurent Dallias
- Élodie Chérie
- Élisabeth Henriques
- Dominick Breuil
- Jean-François Gallotte
- Alain Robak
- Christophe Lemaire
- Luc Cendrier
- Channone
- Charly Spark
- Zabou
- Annie Prati
- Jean-Claude Romer
- Jean-Pierre Putters